# Бенішангул-Гумуз
Бенішангуль-Гумуз (амх. ቤንሻንጉል-ጉምዝ) — один з дев'яти регіонів Ефіопії, раніше відомий як регіон 6, межує з Суданом та Південним Суданом. Адміністративний центр — місто Асоса. Склад регіону прописаний у конституції 1995 року. Він утворився із західної частини провінції Годжа (північніше ріки Аббай), а також північно-західній частині провінції Велега (південніше річки Аббай).

## Населення
За даними перепису 2007 населення регіону становить 670 847 осіб, міське населення — 14,6 %. Середня густота населення — 13,23 осіб/км². У регіоні налічується 985 654[джерело?] окремих господарств. Етнічний склад: берта (25,9 %), Гумуз (21,11 %), амхарці (21,25 %), оромо (13,32 %), шінаша (7,59 %), мао (1,9 %). Мусульмани складають 45,4 % населення; православні християни — 33 %; протестанти — 13,5 %; близько 7,1 % дотримуються традиційних релігій. За даними минулого перепису 1994 населення регіону складало 460 459 осіб.
За даними CSA на 2004 рік лише 27,23 % населення мають доступ до чистої питної води (22,35 % у сільській місцевості та 58,53 % у містах). Рівень грамотності становить 47,4 % для чоловыкыв і 23,2 % для жінок. Дитяча смертність становить 84 на 1000 народжених (що вище середнього по країні показника 77 на 1000).

## Адміністративний устрій
Зони
- Асоса
- Камаши
- Метекел

Вореди
- Мао-Комо
- Пауе